# Angiometopa
Angiometopa is een vliegengeslacht uit de familie van de dambordvliegen (Sarcophagidae).

## Soorten
- A. falleni Pape, 1986
- A. flavisquama Villeneuve, 1911
- A. ravinia (Parker, 1916)